# Érica Adachi
 Érica Pivetta Adachi  (São Paulo, 27 de fevereiro de 1988) é uma voleibolista indoor brasileira que atuava na posição de Levantadora, que servindo a Seleção Brasileira alcançou a medalha de ouro no Campeonato Mundial Infanto-Juvenil em 2005 em Macau, também foi medalhista de ouro no Campeonato Sul-Americano Juvenil de 2006 na Venezuela e no Campeonato Mundial Juvenil de 2007 na Tailândia.

## Carreira
Filha de Edilson e Nilza Adashi, foi revelada nas categorias de base do Finasa/Osasco,e representou a Seleção Paulista no Campeonato Brasileiro de Seleções, Divisão Especial de 2004, na categoria infanto-juvenil alcançou o quinto lugar.
Foi convocada para representar a Seleção Brasileira no Campeonato Mundial Infanto-Juvenil de 2005  realizado em Macau e conquistou seu primeiro título em mundiais, vestindo a camisa#3 contribuiu para a conquista da  medalha de ouro da edição que desde 1997 o Brasil não obtinha e apareceu nas estatísticas embora reserva ocupou a décima nona posição entre as melhores levantadoras.
Integrou também a equipe adulto do Finasa/Osasco nas disputas de 2005-06 e  disputou por esse clube a Superliga Brasileira A 2005-06 sagrando-se vice-campeã  desta edição campeã por esta equipe.
Em 2006 serviu a Seleção Brasileira Juvenil no Campeonato Sul-Americano em Caracas-Venezuela e conquistou a medalha de ouro na edição qualificando  o país para o mundial da categoria na Tailândia.Ainda em 2006 continuou no Finasa/Osasco e disputou o Campeonato Paulista de 2006 , integrando a equipe juvenil do clube foi vice-campeã da Copa Piratininga e sagrou-se campeã.
Recebeu convocação para disputar o Campeonato Mundial juvenil de 2007 em Nakhon Ratchasima-Tailândia,vestiu a camisa#3 e contribuiu para o Brasil conquistar o hexacampeonato mundial na categoria, destacou-se individualmente ocupando trigésima oitava posição  entre as  maiores pontuadora da edição, vigésima oitava melhor bloqueadora, figurou na décima sétima posição entre as melhores defensoras e foi a sexta melhor levantadora.
Em 2007 também foi convocada para Seleção Brasileira Novas  camisa#3e disputou a Copa Pan-Americana em Colima-México onde conquistou o vice-campeonato e registrando apenas três pontos na grande final.Na temporada 2007-08 transferiu-se para o EC Banespa e por este disputou a correspondente Superliga Brasileira A e alcançou a sétima posição.
Érica inicia seus estudos em Gestão de Negócios na Fresno Pacific University. Representou  o Fresno Pacific Sunbirds no Campeonato Universitário dos EUA, na divisão NAIA- National Association of Intercollegiate Athletics, quando vestiu a camisa#19, na temporada 2009-10  participou de 37 jogos liderou a equipe com 841 assistencias, terminando em quarto lugar nas estatísticas com 239  defesas (recuperações),
Conquistou o título da Conferência Golden State Athletic 2009-10  qualificando-se para o Campeonato Nacional Universitário NAIA 2009-10 e nesta competição  terminou na primeira posição.
Continuou vestindo a camisa#19 do Fresno Sunbirds na temporada seguinte e conquistou bicampeonato  da Conferência Golden State Athletic  2010-11, assim como bicampeonato  no Campeonato Nacional Universitário NAIA 2010-11 e nesta competição  terminou na primeira posição, participou de 36 jogos realizando 992 assistências,  realizou 46 pontos de ataques,  30 de saques , fez 225 defesas e 30 de bloqueios, rendeu-lhe o prêmio de atleta que mais evoluiu na temporada (Most Improved Player).
Pelo Fresno Sunbirds fico com o bronze na Conferência Golden State Athletic 2011-12, quando vestiu a camisa#9,  e  encerrou na décima posição no Campeonato Nacional Universitário NAIA 2011-12; nesta jornada atuou como Ponteira e Levantadora, apesar das lesões sofridas ao longo da temporada, terminou como a segunda da equipe com 478 assistencias em 28 jogos ,marcou 160 pontos de ataques, 33 de bloqueios e 25 de saques.
Na temporada 2012-13 permaneceu atuando no  Fresno Sunbirds, vestindo a camisa#9 e disputou pela primeira vez a Divisão I do National Christian Collegiate Athletic Association (NCCAA), e venceu  em 2012  o NCAA Oeste e no NCCAA Nacional  foi semifinalista e marcou sua despedida contribuiu para os  Sunbirds com 689 assistências, 302 recuperações , 176 ponbtos de ataques , 72 de bloqueios e 20 de saques, nomeada  a Atleta do Ano de 2012 e MVP do Torneio, além de integrar a seleção do campeonato (primeiro time),além de ser premiada como a Jogadora Mais Notável do Campeonato (Most Outstanding Player).
Foi repatriada na temporada 2013-14 pelo GR Barueri.quando alcançou a nona posição na Superliga Brasileira A correspondente . Na jornada esportiva 2014-15 transferiu-se para o voleibol das Filipinas e foi contratada  pelo Petron Blaize Spikers para defende-lo na Liga A deste país e conquistou o título Grand Prix do  Superliga Filipina A de  2014 (PSL Grand Prix), além de qualificar o time que representará a Federação Vietnamita de Voleibol no Campeonato Asiático de Clubes de 2015, além de ser eleita a Melhor Levantadora.

## Títulos e resultados
- PSL Grand Prix Filipino:2015-16
- Superliga Brasileira A: 2005-06[9]
- PSL Grand Prix Filipino:2014-15[40]
- Campeonato Nacional Universitário NAIA:2009-10[25], 2010-11[28]
- Campeonato Nacional Universitário NCCAA:2012-13[33]
- Conferência  Golden State Athletic[24], 2010-11[27]
- Conferência  Golden State Athletic :2011-12[29]
- Conferência  Oeste NCCAA Divisão I:2012[32]
- Campeonato Paulista: 2006[13]
- Copa Piratininga:2006[12]

## Premiações individuais
- Melhor Levantadora do PSL Grand Prix Filipino de 2014-15 [40]
- Jogador do  Ano do NCCA de 2012-13 [34]
- MVP do NCCA de 2012-13 [34]
- MOP do NCCA de 2012-13 [35]
- MIP Campeonato Nacional Universitário NAIA de 2010-117 [23]
- 6ª Melhor Levantadora do Campeonato Mundial Juvenil de 2007[19]